# Probstner János
Probstner János (Budapest, 1943. szeptember 10. – 2022. augusztus 27.)  Ferenczy Noémi-díjas magyar keramikus, művészeti író.

## Életpályája
1970-ben diplomázott a Magyar Iparművészeti Főiskola kerámia szakán (a Népi Iparművészeti Tanács ösztöndíjasaként). Mestere Csekovszky Árpád volt. Másfél évig vendéghallgató volt az Eötvös Loránd Tudományegyetem néprajz szakán, ezalatt a kutatókkal együttműködve sok tárgyi anyagot gyűjtött a Néprajzi Múzeumnak. 1974-ben részt vett a Siklósi Kerámia Szimpozion munkájában. 1976-tól a kezdeményezésére megalakult Kecskeméti Nemzetközi Kerámia Stúdió vezetője. 1975-ben Angliában, 1980-1981-ben Olaszországban, 1984-ben Amerikában járt tanulmányúton a Művelődésügyi Minisztérium ösztöndíjával. 1986-1997 között adjunktusként, majd 1992-től docensként irányította a Magyar Iparművészeti Főiskola Kecskeméti Mesterképző Intézetét. 1996-tól vezette a Magyar Iparművészeti Főiskola Szilikát Tanszékét, 1997-től tanszékvezető.  
2005-ben megalapítója és megszervezője – a Kortárs Kerámia Művészetért Alapítvánnyal (melynek szintén társalapítója) együttműködve – a világ kerámia-, üveg- és betonművészetét átfogni, bemutatni és megmérettetni szándékozó Nemzetközi Szilikátművészeti Triennálénak Kecskeméten, mely azóta is sikeresen, több mint kétszáz pályázóval (2014) folytatódik.
1980 óta intenzíven foglalkozott a grafikával is, az utóbbi években főként rajzokat állított ki.

## Díjai, elismerései
- 1968 – Gelencsér Sebestyén Fazekaspályázat, III. díj
- 1970 – Gelencsér Sebestyén Fazekaspályázat, I. díj; Gorka-díj, diplomamunkára; Országos Alappályázat (Edény), II. díj
- 1979 – Országos Szilikátipari Formatervezési Triennálé, Kecskemét, I. díj
- 1981 – Bács-Kiskun megyei Téli Tárlat díja, Kecskemét; Bács-Kiskun megyei művészeti díj, Kecskemét
- 1982 – Országos Szilikátipari Formatervezési Triennálé, Kecskemét, I. díj; Kecskemét, Bartók-pályázat díja
- 1983 – Bács-Kiskun megyei Téli Tárlat grafikai díja, Baja
- 1998 – Ferenczy Noémi-díj
- 1993 – Magyar köztársaság Érdemrend Kiskeresztje
- 2006 – BKM-i Príma Díj
- 2014 – Európa Polgári Díj